# Saint-Viaud

Localització de Saint-Viaud

Saint-Viaud (en bretó Sant-Widel-Skovrid, en gal·ló Chauvae) és un municipi francès, situat a la regió de país del Loira, al departament de Loira Atlàntic, que històricament ha format part de la Bretanya. L'any 2006 tenia 2.046 habitants. Limita amb Paimbœuf, Corsept, Saint-Père-en-Retz, Arthon-en-Retz i Frossay.

## Demografia
| 1962                                       | 1968  | 1975  | 1982  | 1990  | 1999  |
| ------------------------------------------ | ----- | ----- | ----- | ----- | ----- |
| 1.488                                      | 1.508 | 1.359 | 1.576 | 1.713 | 1.837 |
| Des de 1962: població sense dobles comptes |       |       |       |       |       |

## Administració
| Període   | Identitat          | Partit |
| --------- | ------------------ | ------ |
| 1971-2001 | Fernand Bouchereau |        |
| 2001-     | André Barreau      |        |